# Bánlak község
Bánlak község (románul: Comuna Banloc) község Temes megyében, Romániában. Központja Bánlak, beosztott falvai Karátsonyifalva, Karátsonyiliget, Partos.

## Népessége
A 2011-es népszámlálás adatai alapján a község népessége 2631 fő volt.

## Története
2006-ban kivált belőle Tolvád és Dóc, amelyekből létrehozták Tolvád községet.